# 싸이오-
싸이오-(영어: thio-)는 이온과 같은 화합물에 적용시에 화합물의 산소 원자가 황 원자로 치환되었음을 의미한다. 이 용어는 보통 유기화학에서 사용된다. 예를 들어 에터는 화학 구조가 R–O–R'인 화합물을 지칭하며, 여기서 R과 R'은 유기 작용기이고 O는 산소 원자이다. 싸이오에터는 화학 구조가 R–S–R'인 에터 유사 화합물을 지칭하며, 여기서 R과 R'는 유기 작용기이고 S는 2개의 유기 작용기와 공유 결합하고 있는 황 원자이다. 산소가 황으로 대체되는 화학 반응을 싸이오화(영어: thionation 또는 thiation)라고 한다.
싸이오-(thio-)는 화학 명명법에서 다이-(di-) 및 트라이-(tri-)를 접두사로 사용할 수 있다.
이 용어는 "황(sulfur)"을 의미하는 그리스어 "θεῖον (theîon)"에서 유래하였다. 그리스 서사시에서는 "θέ(ϝ)ειον (théweion)"로 나타나며 라틴어 "fumus" (인도유럽조어 "dh-w")와 같은 어근에서 유래하였으며, 원래는 "훈증(燻蒸, fumigation) 물질"을 의미했을 수 있다.

## 예
- 싸이오아마이드
- 싸이오사이안산염
- 싸이오에터
- 싸이오케톤
- 싸이올
- 싸이오펜
- 싸이오요소
- 싸이오황산염

## 같이 보기
- 유기 황 화합물
- 유기화학의 IUPAC 명명법